# Interporto di Rivalta Scrivia
L'interporto di Rivalta Scrivia, comunemente individuato come l’Interporto di Genova di cui svolge funzione di retroporto, è un interporto situato a Rivalta Scrivia nel comune di Tortona in provincia di Alessandria, a 75 km da Genova.

## Storia
L'interporto di Rivalta Scrivia nasce negli anni 60 da un’idea e dalla determinazione imprenditoriale di Giacomino Costa con il supporto della famiglia Costa e degli imprenditori Salvatore Juvara e Alfonso Menada.
Giacomino Costa colse la necessità di trovare una soluzione alla secolare congestione del porto di Genova acuitasi negli anni 60 per l'incremento vertiginoso dei traffici. A quel tempo le navi attendevano anche più giorni per iniziare lo scarico delle merci a causa del sovraccarico di materiali che intasava le banchine del porto. Il conseguente aumento di costi e di tempi faceva perdere a Genova parte dei traffici in quanto rendeva preferibili altri porti concorrenti anche nel Nord Europa.  La soluzione , prima del suo genere in Italia ,  ideata da Giacomino Costa fu quella di trasferire in terraferma, per via stradale e ferroviaria  , quelle attività che potevano essere svolte altrove rispetto alla banchina del porto. Individuò l'area di Rivalta Scrivia , che disponeva di ampie superfici e di ottimi collegamenti stradali e ferroviari verso le zone di destinazione delle merci , come idonea per la realizzazione del “porto secco” di Genova. Giacomino Costa operò con la volontà di rendere l'azienda Rivalta Scrivia organica a tutte le realtà coinvolte nelle operazioni portuali. Con questo obiettivo utilizzò criteri del realismo organico dinamico di cui fu ideatore e divulgatore con il filosofo Tommaso Demaria.
Il primo agosto 1963 Giacomino Costa, Salvatore Juvara e Alfonso Menada, fondano “Rivalta Scrivia Ente Sviluppo Traffici Internazionali Porti Nord Italia SpA” che inizia la fatturazione il 5 dicembre 1966.La società contava oltre 150 soci e disponeva di 4 miliardi di lire.
L'impresa ebbe successo nonostante le forti opposizioni provenienti da alcune realtà portuali che la consideravano concorrente o anomala in quanto si configurava come una iniziativa di stampo né comunista né liberista ma diversa e come da descrizione del Costa“ organico dinamica”.
Negli anni 70 l'interporto continua la fornitura di servizi alle Compagnie di Navigazione ed agli Spedizionieri.
Solo negli anni 80 si perfeziona il collegamento ferroviario con il porto di Genova.
Nel 1986 Rivalta Scrivia fu classificato per decreto del Presidente Del Consiglio Dei Ministri “Interporto di Primo Livello”.
Nel 1989 un incendio distrusse una ampia area di magazzini che fu successivamente ricostruita . Grazie ai finanziamenti statali Concessi negli anni 90 agli interporti a Rivalta viene introdotto il sistema di gestione informatica delle attività e vengono rinnovate e le strutture.
Nel 1997 l'imprenditore Alessandro Fagioli assume il controllo dell'interporto e ne modernizza le attività portandolo al livello dei più qualificati operatori logistici del tempo.
È del 2006 la fondazione del Terminal Ferroviario realizzato in collaborazione con gli imprenditori Gavio di Tortona.
Nel 2012 Fagioli cedette il controllo dell'Interporto di Rivalta Scrivia al gruppo Belga Katoen Natie. Il Gruppo Gavio rimane socio del Terminal Ferroviario.

## Struttura
È il più grande Interporto privato d'Europa e si sviluppa, secondo dati aggiornati al 2010, su una area di 1.250.000 mq comprendenti 450.000 mq di magazzini coperti, 250.000 mc di magazzini a temperatura, 350.000 mq di piazzali, 200.000 mq di aree verdi e 15.000 mq di uffici.
Adiacente e connesso all' Interporto è presente un Terminal Ferroviario che opera su una superficie di 250.00 mq e che prevede un potenziale di movimentazione di oltre 500.000 container anno. È collegato alle zone portuali dell'alto Tirreno con treni che provengono sia da La Spezia che da Genova. Al suo interno è presente l'Ufficio delle Dogane di Rivalta Scrivia-Retroporto di Genova.
Nel 2010 sono state trattate 1.382.000 tonnellate di merci con 1.595 tra addetti diretti e dell’indotto.